# 七人の敵がいる
『七人の敵がいる』（しちにんのてきがいる）は、日本の小説家加納朋子による連作短編小説集。
2012年、『七人の敵がいる! 〜ママたちのPTA奮闘記〜』としてテレビドラマ化された。

## 収録作品
いずれも『小説すばる』（集英社）に掲載された。
| 1 | 女は女の敵である       | 2009年04月号 | 忙しい仕事の合間を縫って出席した、息子の入学後初の保護者会。陽子は専業主婦を見下す発言をしてしまい、他の母親たちを敵に回してしまう。 |
| 2 | 義母義家族は敵である   | 2009年06月号 | 義妹から「お母さんをこき使わないで」と忠告を受けた陽子。共働きであることに理解を持って接していてくれると思っていた義母さえ敵だった。 |
| 3 | 男もたいがい敵である   | 2009年08月号 | 学童保育の父母会で、会長を押し付けられた男性が、子どもたちの思い出に残る行事をしたいと言い出す。                                     |
| 4 | 当然夫も敵である       | 2009年10月号 | 多忙な陽子に代わり自治会に出席した夫が自治会長の任を負ってきてしまう。ところが当の夫は、陽子に全てを丸投げしてくる。                 |
| 5 | 我が子だろうが敵になる | 2009年12月号 | 息子が少年サッカー団に入団する。大変なのは、練習場の確保や監督の世話をボランティアでしなければならない親だった。                     |
| 6 | 先生が敵である         | 2010年02月号 | 陽子は息子のクラスメイトの母親から、担任教師の娘に対する態度がおかしいと相談を受ける。                                               |
| 7 | 会長様は敵である       | 2010年04月号 | 子どもたちを守るためなら親はどんなことでもできる、そう主張するPTA会長と陽子は激しく対立する。                                        |

## あらすじ
仕事が多忙を極める陽子は、小学校の保護者会や学童保育の父母会などの集まりで、その勝ち気な性格ゆえに、次々と敵を作ってしまう。父兄たちだけでなく、時には義母、夫や息子さえも。

## 登場人物
山田 陽子（やまだ ようこ）
編集者。高収入・高学歴・高身長の三高。仕事が忙しく、残業は頻繁にあり、帰宅が朝方になったり、土日返上で仕事ということもある。勝ち気で何でもハキハキ言う性格が災いして、息子・陽介が入学して最初の保護者会で、他の母親たちの反感を買う発言をしてしまい、クラス中の母親たちを敵に回す。
容姿は「キツい感じの美人」と評されることが多い。足が4本以上ある生き物（主に昆虫類）が大の苦手。仕事では旧姓の小原を使っている。
山田 信介（やまだ しんすけ）
陽子の夫。会社員。:信介は元来育児にはあまり協力的でない。だが、仕事・PTA・陽介に一生懸命に取り組む陽子の姿に気持ちを動かされPTAの父親参加事業に協力する。
玉野 遥（たまの はるか）
看護師。陽子とは、保育園で子ども同士が仲が良かったことから親しくしている。ずけずけものを言うタイプ。
長女・風香（ふうか）は陽介の2級上、次女・鈴香（りんか）は陽介と同い年。
村辺（むらべ）
陽介1年生時に、陽子と共に給食費の集金係を務めた。盗癖があるため他の母親たちから嫌われており、ママ友と呼べる人がいない。4年生時に、娘・真理のことで陽子に相談を持ちかける。
五十嵐（いがらし）
陽介1年生時に、陽子と共に給食費の集金係を務めた。シングルマザー。息子の名は蓮音（れのん）。容姿は派手だが、予想以上に頭はいいらしい。
山田 敏枝（やまだ としえ）
陽子の姑。専業主婦。表向きは共働きの息子一家に協力的だが、内心は陽子に仕事を辞めて家庭に入ってもらいたいと思っている。
上条 圭子（かみじょう けいこ）
PTA会長。

## テレビドラマ
『七人の敵がいる! 〜ママたちのPTA奮闘記〜』（しちにんのてきがいる! 〜ママたちのピーティーエーふんとうき〜）のタイトルで、2012年4月2日から6月29日まで東海テレビ制作によるフジテレビ系列の昼の帯ドラマで放送された。平均視聴率4.1%。
原作との違いは、学級委員長葉山まどか(有森也実)が登場し、玉野遥は自営でレストラン「キッチンたまの」を経営している、など。

### キャスト
- 山田家
  - 山田陽子 (42) - 真琴つばさ / 14歳時：寺本純菜
  - 山田信介 (42) - 合田雅吏（陽子の夫）
  - 山田陽介 (6) - 笹原尚季（日向の息子）
  - 山田敏枝 (67) - 草村礼子（信介の母）
  - 山田美佐子(28) - 阪本麻美（信介の妹）
  - 加代子 - 大森照子（信介の姉）
  - 小原日向  - 大家由祐子 / 13歳時：土岐瑞葵（陽子の従妹）
- よつば小学校PTA
  - 上条圭子 (52) - 小林幸子（PTA会長）
  - 坂下理恵 (30) - 真瀬樹里
  - 中尾由貴子 (38) - 氏家恵
  - 玉野遥 - 畠山明子
  - ちずる - 塩崎沙織
  - ふみか - 栗田愛巳
- 葉山家
  - 葉山まどか (35) - 有森也実
  - 葉山太郎 - 田宮五郎[注 1]〔第22 - 35話〕→冨家規政〔第36話 -〕（まどかの夫・区会議員）
  - 葉山えみり - 田附未衣愛（まどか・太郎の娘）
- 村辺家
  - 村辺久美 (35) - 小林綾子
  - 村辺恒夫 (37) - 金山一彦（久美の夫）
  - 村辺真理 - 毛利恋子（久美・恒夫の娘）
- 大石家
  - 大石若菜 - かとうあつき
  - 大石満 (39) - 若林久弥（若菜の夫・学童父母会会長）
  - 大石翼 - 大硲真陽（若菜・満の息子）
- 五十嵐家
  - 五十嵐礼子 (28) - 小野真弓
  - 五十嵐コウ - 松島海斗（礼子の息子）
- 野口家
  - 野口 (42) - 松村雄基（陽子の同期）
  - 野口リカ  - 長谷川真弓
  - 野口シンジ - 水村竜己（リカの息子）
- 1年1組担任
  - 若林啓一 (26) - 石川雅宗
- 自治会
  - 岬美咲 (50) - 山口美也子
  - 片岡 - 飯田孝男
    - 片岡輝 - 菊池健一郎（片岡の息子）

  - 小川春 - 岩田さゆり
    - 小川彩 - 加藤凛々花（春の娘）
- ヴィーヴルジャポン編集部
  - 水城小百合 (50) - 東てる美
  - スミス - 辰巳蒼生
  - 上杉恵 - 本多加奈
  - 佐々木映太 - 根本正勝
  - 馬場強 - 伊藤毅

### スタッフ
- 原作 - 加納朋子 『七人の敵がいる』（集英社）
- 企画 - 西本淳一（東海テレビ）
- 脚本 - 野依美幸、田中ひろみ、福田裕子
- 広報 - 渡辺秀彦（東海テレビ）、服部明宏（東海テレビ）
- 演出 - 中野昌宏、新村良二、村松弘之
- プロデュース - 松本圭右（東海テレビ）、佐野奈緒子（大映テレビ）
- 音楽 - 羽岡佳
- 主題歌 - たむらぱん 『new world』（日本コロムビア）
- エンディングテーマ - 斎藤工 『ONE MORE TRY!!』（日本コロムビア）
- 制作著作 - 大映テレビ
- 制作 - 東海テレビ